# Цейдлер, Иван Богданович
Иван Богданович Цейдлер (нем. Johann Gottfried von Ceidler; 1777—1853) — иркутский гражданский губернатор.

## Биография
Родился в Санкт-Петербурге в 1777 году, Он происходил из древней немецкой дворянской фамилии, переселившейся в Россию из Германии во время Семилетней войны.

### Военная служба
В августе 1790 года он был записан вице-вахмистром в лейб-гвардии Конный полк и в 1796 году произведён в корнеты. В 1797—1799 годах он сражался в Италии и Швейцарии. С 16 апреля 1797 года служил в Стародубовском полку; 26 ноября 1798 года произведён в поручики. Вся военная его служба до 1815 года прошла почти в беспрерывных походах. В 1799 году он принял участие в Итальянском и Швейцарском походах. С 21 мая 1803 года находился в Переяславском драгунском полку; 13 июня того же года произведён в штабс-капитаны, 23 февраля 1805 года — в капитаны. 
С 1806 по 1811 год Цейдлер участвовал в кампании против Турции. В этом походе, при взятии крепости Измаила, Цейдлер состоял дежурным офицером при корпусе генерала Засса и ему выпала честь донести о падении крепости сначала главнокомандующему князю Багратиону, а от него — и самому императору Александру I. В 1808 году за боевые отличия он был произведён в майоры и в 1809 году — в подполковники. 8 декабря 1810 года он был пожалован золотой шпагой с надписью «За храбрость». В 1811 году он командовал передовыми отрядами на Дунае и 23 августа 1811 года был награждён орденом св. Георгия 4-й степени (№ 1007 по кавалерскому списку Судравского и № 2300 по списку Григоровича — Степанова)
В воздаяние отличного мужества, ревностой службы, благоразумия и искусства, оказанных в сражении 22 июля под Видиным, где, бросившись на неприятеля, удержал стремление онаго.
В 1812 году Цейдлер получил чин полковника и исправлял должность директора госпиталей в Молдавской армии, во время следования её на соединение с армией генерала Тормасова; затем состоял начальником конвоя главной квартиры в армии адмирала Чичагова и 20 октября был назначен командиром Переяславского драгунского полка, которым командовал до 28 декабря 1817 года. Он участвовал в сражении с французами при Березине и последующем преследовании остатков наполеоновской армии за пределы России.
В 1813 и 1814 годах Цейдлер, уже командуя полком, был в Заграничных походах и только в 1815 году с возвращением армии в Россию закончилась для него бурная походная жизнь.

### Комендант Иркутска
В 1819 году Цейдлер был назначен комендантом города Иркутска, а в следующем году произведён в генерал-майоры и за отличное устройство Военно-сиротского отделения награждён бриллиантовым перстнем. В 1821 году, по особому ходатайству М. М. Сперанского, он был назначен Иркутским гражданским губернатором, с переименованием в действительные статские советники.
Назначение Цейдлера комендантом и приезд его в Иркутск совпали с весьма важным моментом исторической жизни Сибири вообще, и в частности, — Иркутска: падением известных Пестеля и Трескина, и назначением Сибирским генерал-гу6ернатором Сперанского. Трескина, впрочем, Цейдлер застал ещё в Иркутске в полном блеске величия, которого всесильный любимец Пестеля не терял до самого последнего момента. В противоположность Трескину, сторонившемуся общества и окружившему свою особу настоящим китайским этикетом, Цейдлер быстро завоевал симпатии иркутян своим гуманным обращением, добродушием, гостеприимством и широким хлебосольством. Последовавшее вскоре назначение его губернатором было встречено иркутянами с большим удовольствием.
Бесспорно возвышаясь над общим уровнем сибирского чиновничества своим добродушием, в силу которого он не был способен на какие бы то ни было злоупотребления, и — до известной степени — образованностью, интеллигентностью, Цейдлер не мог не обратить на себя внимание Сперанского, — тем более, что последний ощущал такой недостаток в чиновниках, что принужден был оставлять на местах даже Трескинских клевретов. Поэтому нисколько не удивительно, что Цейдлер, не получивший подготовки в административной службе, назначен был губернатором.
На первых порах своей административной деятельности он обнаружил много заботливости и рвения. Уже в ноябре 1821 года он представил Сперанскому свои распоряжения о сохранении порядка в городе Иркутске; тогда же подал проект о мерах поднятия хлебопашества среди инородцев; издал наставления для управления приказами общественного призрения. Ему же принадлежит первая мысль о необходимости ссудных земледельческих касс в Сибири; в 1822 году он подал записку об этом Сперанскому, который, собираясь уже сложить с себя звание генерал-губернатора, передал её на рассмотрение Лавинскому. Последнему же подан был Цейдлером проект улучшения дела изучения восточных языков в Иркутске. Все вышеприведенные проекты не увидели света; чтобы провести их в жизнь, у Цейдлера не хватало ни сил, ни умения, ни настойчивости.

### Губернатор
При назначении его губернатором, учебное ведомство перешло в его ведение. Цейдлер ценил образование и всеми мерами старался поощрить в молодых людях охоту к учению, оказывал особенное покровительство молодым людям, кончившим курс гимназии, тем не менее училища при нём стали падать, назначенные к открытию как бы были позабыты, сельские позакрывались, и были открыты только училище для детей канцелярских служителей, заведение для воспитания 25 сирот в Иркутске и русско-монгольская школа в Троицкосавске.
Личная любознательность его сказалась в том, что он собрал для себя коллекцию китайских любопытных вещей, а в рукописных воспоминаниях, (из которых Лебедев сделал извлечение и напечатал статью в «Русском инвалиде» за 1853 год, № 213 и № 215, «Сведения о Китае, извлеченные из бумаг очевидца, бывшего с 1821 по 1835 г. Иркутским гражданским губернатором, И. Б. Цейдлера»), — оставил описания некоторых сторон жизни Китая, видимо его интересовавшего.
В сношениях с этою страною Цейдлер вел себя очень тактично, оказал несколько услуг китайскому правительству, за что два раза по воле самого богдыхана получил значительные подарки, при письмах, где в самых вежливых оборотах выражалась благодарность китайского правительства. Такие мирные отношения были весьма кстати, так как обеспечивали лёгкие и правильные сношения с Пекинской духовной миссией.
Из наиболее важных моментов его административной деятельности следует отметить руководство им комиссией, учрежденной для переписи инородцев и обложения их ясаком. Сбор податей производился при нём очень успешно, и Цейдлер удостоился трижды объявленной ему Высочайшей благодарности. Заботился он и о поднятии земледелия и скотоводства в управляемом им крае. Под его попечением был разводим в Якутском крае и по берегам Лены род зернового хлеба, известного тогда под именем «гималайского ячменя»; он выписал из внутренних губерний лучшие породы скота, а в бытность свою в Москве купил партию мериносов и по приезде в Иркутск составил компанию для их разведения.
Цейдлер по своим взглядам на управление ближе подходил к школе Трескина, чем Сперанского, и только свойственная ему доброта предохранила его от злоупотреблений по должности; не отличаясь в то же время большими способностями, он естественно, уже по одному своему сравнительно скромному положению, не мог оставить глубокого следа в жизни Иркутской губернии.
Только в силу одной случайности его имя пользуется некоторою известностью: при проезде через Иркутск жён декабристов в 1826 году ему пришлось играть роль того жестокого губернатора, который ставил всевозможные препятствия при проезде их через Иркутск к мужьям в Читу и Нерчинск. Он мучил бедных женщин, но, к чести его, мучился этим и сам. По воспоминаниям М. А. Бестужева видно, что такая роль доброму Цейдлеру, не имевшему в то же время силы отказаться от неё, была действительно тяжела.
Благосклонно и внимательно относился Цейдлер к декабристу А. И. Одоевскому, с отцом которого был хорошо знаком. Переписка Одоевского с отцом, помимо писем, шедших через III Отделение, осуществлялась еще с помощью И.Б. Цейдлера и его родного брата — Франца Богдановича (1790—1845, Москва), занимавшего должность начальника комиссариатского комиссионерства. 

### В отставке
По увольнении от должности губернатора Цейдлер был назначен состоящим при Министерстве внутренних дел и в этой должности умер в Санкт-Петербурге 10 марта 1853 года. Похоронен на Волковском лютеранском кладбище рядом с женой.

### Семья
Жена — Луиза Ивановна Цейдлер (Луиза Анна Елена фон Клей; 1779—1848). Похоронена на Волковском лютеранском кладбище. Ее брат, Иван Иванович фон Клей, с 1833 года был плац-адъютантом (комендантом) Петровского завода.
- Дочь — Клементина Цейдлер, в замуж. Медведева (1807—1856). Ее муж, Медведев Александр Анисимович (1795—1846), инженер путей сообщения, прибыл из Санкт-Петербурга в Иркутск в 1823 году с целью укрепления берега Ангары[5].
- Сын — Михаил Цейдлер — генерал-лейтенант, нижегородский полицмейстер, художник и скульптор.
- Дочь — Ольга Цейдлер, в замуж. Зарубаева

Внучатый племянник (внук единокровного брата Ивана Богдановича — Михаила Богдановича Цейдлера) — Владимир Петрович Цейдлер (1857—1914), архитектор. 

### Цейдлер в искусстве
Поэтический образ губернатора Цейдлера был создан Николаем Некрасовым в поэме «Русские женщины». В первой части этого произведения диалог между ним и Екатериной Трубецкой является главной линией повествования. В финале у Некрасова генерал преклоняется перед самопожертвованием жены декабриста и публично признает, что просто пугал ее по приказу из Петербурга, чтобы уговорить не ехать к мужу. Когда он понял, что никакие преграды её не остановят, то велел заложить для Трубецкой экипаж и пообещал лично доставить её к месту ссылки Сергея Петровича.
В двухсерийном кинофильме «Звезда пленительного счастья» роль Цейдлера сыграл Иннокентий Смоктуновский.